# نوسان (حجة)
نوسان هي إحدى قرى الجمهورية اليمنية. تتبع جغرافيا لمحافظة حجة وإداريًا لمديرية كحلان الشرف. يبلغ تعداد سكانها 3866 نسمة حسب الإحصاء الذي جرى عام 2004.